# Edmund Brisco Ford
Edmund Brisco Ford, także Edmund Briscoe Ford, E. B. Ford (ur. 23 kwietnia 1901 w Papcastle, Kumbria, Anglia, zm. 21 stycznia 1988 w Oksfordzie) – brytyjski entomolog i genetyk, profesor Uniwersytetu Oksfordzkiego (All Souls College). Na początku kariery zajmował się entomologią, potem przeszedł stopniowo do badań nad ewolucją. Utworzył i rozwinął nową dziedzinę nauki – genetykę ekologiczną. 